# Österreichische Rugby-Union-Nationalmannschaft
Die österreichische Rugby-Union-Nationalmannschaft ist die Nationalmannschaft Österreichs in der Sportart Rugby Union und repräsentiert das Land bei allen Länderspielen (Test Matches) der Männer. Die Mannschaft trägt den Spitznamen „Steinböcke“. Die organisatorische Verantwortung trägt der 1990 gegründete Österreichische Rugby-Verband (ÖRV). Vom Weltverband World Rugby wird Österreich in die dritte Stärkeklasse (third tier) eingeteilt. Das Team spielt in der Rugby Europe Conference, der dritten Division der Europameisterschaft des Kontinentalverbandes Rugby Europe.
Anfang der 1990er Jahre gegründet, fand das erste Länderspiel der Verbandsgeschichte am 3. Mai 1992 in Budapest gegen die ungarische Auswahl statt, welches 9:23 verloren ging. Am 21. November 1992 gelang in Laibach gegen Slowenien der erste Sieg mit 5:9. Der höchste Sieg wurde am 3. Mai 2025 im Rahmen der Europameisterschaft gegen Slowakei mit 117:3 gefeiert. Die höchste Niederlage setzte es 1994 gegen die Ukraine mit 72:0. Im Jahr 2005 erreichte Österreich mit Platz 63 die beste Platzierung in der IRB-Weltrangliste. Die meisten Spiele Österreichs finden im Rahmen der Europameisterschaften statt. Bisher konnte sich die Mannschaft noch nicht für eine Weltmeisterschaft qualifizieren. Traditionell spielt Österreich in schwarzen Trikots, schwarzen Hosen und schwarzen Socken.

## Organisation

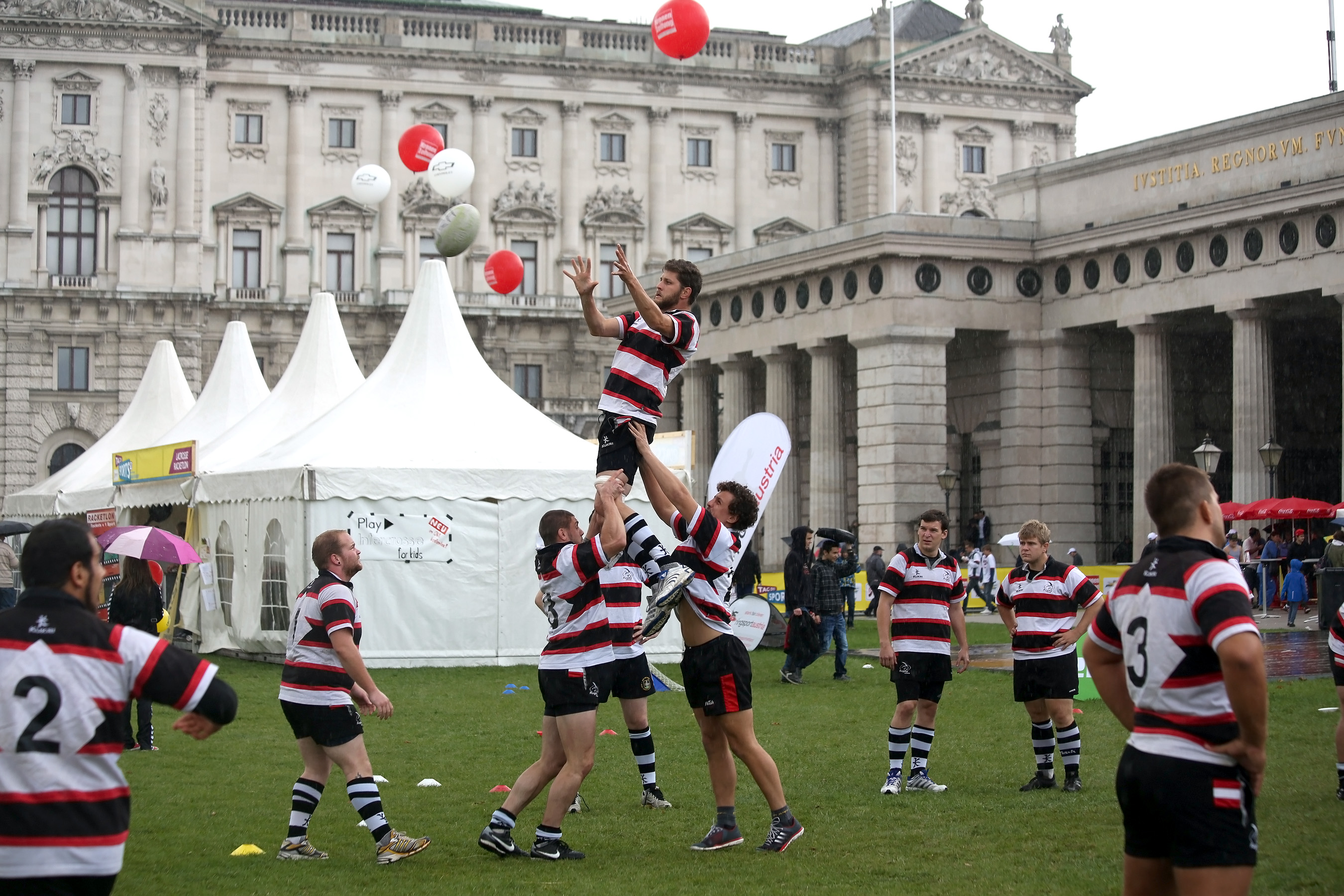
Die österreichische Nationalmannschaft bei einem Show-Training am Tag des Sports 2013 auf dem Heldenplatz in Wien

Verantwortlich für die Organisation von Rugby Union in Österreich ist der Österreichische Rugby-Verband (ÖRV). Der Verband wurde 1990 gegründet und 1992 Vollmitglied des International Rugby Football Board (IRFB; heute World Rugby). Der Österreichische Rugby-Verband trat 1990 der Fédération internationale de rugby amateur (FIRA; heute Rugby Europe) bei.
Neben der eigentlichen Nationalmannschaft ruft der Österreichische Rugby-Verband weitere Auswahlmannschaften zusammen. Wie andere Rugbynationen verfügt Österreich über eine U-20-Nationalmannschaft, die an den entsprechenden Weltmeisterschaften teilnimmt. Hinzu kommt die Siebener-Rugby-Nationalmannschaft.

## Geschichte

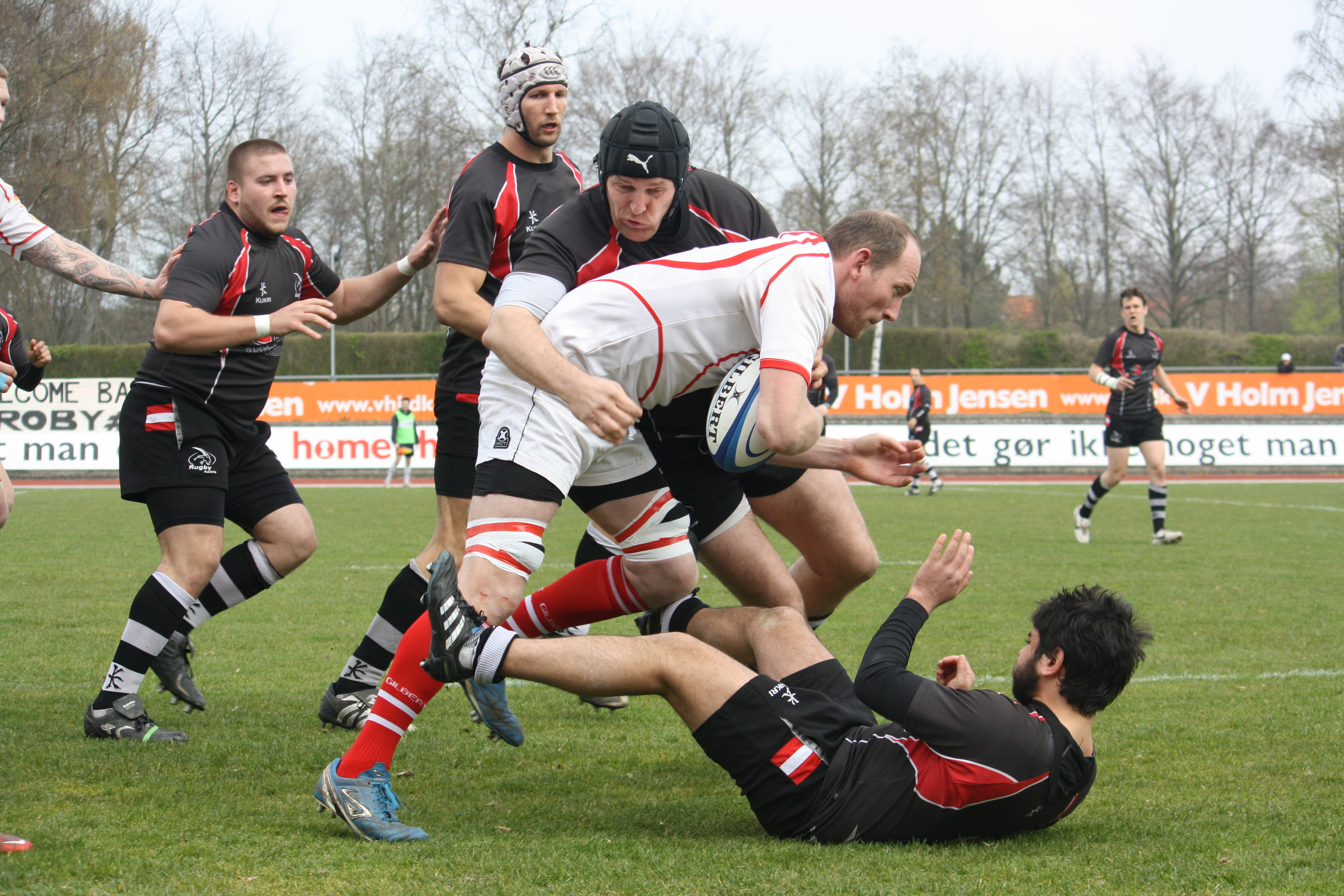
Österreich gegen Dänemark (2012)

Österreich bestritt sein erstes Test Match am 3. Mai 1992 gegen Ungarn und unterlag mit 9:23. Im selben Jahr traf es im ersten Heimspiel auf denselben Gegner und verlor die Begegnung mit 3:5, worauf zwei Niederlagen gegen Slowenien folgten. Am 21. November 1992 erzielte Österreich gegen den gleichen Gegner seinen ersten Sieg mit 9:5. Österreichtraf außerdem auf Kroatien und die Ukraine und mehrmals auf Slowenien.
Ab 1996 gelangen Österreich mehr Siege und verlor in den späten 1990er Jahren nur sporadisch Spiele, wobei sich das Momentum gegen die europäischen Gegner der Anfangsjahre umdrehte. In den 2000er Jahren erweiterte sich das Gegnerfeld der Österreicher. Nachdem es 2002 kein Spiel gewinnen konnte, gewann Österreich 2004 alle seine Spiele, eine Siegesserie, die 2005 von Dänemark beendet wurde.

## Trikot und Logo
Die österreichische Nationalmannschaft spielt traditionell in schwarzen Trikots, schwarzen Hosen und schwarzen Socken. Das Auswärtstrikot ist rot mit schwarzen Hosen und schwarzen Socken.
Das Logo des österreichischen Rugby-Verbandes zeigt einen Steinbock in Schwarz mit dem Schriftzug Rugby Austria darunter. Der Spitzname der österreichischen Rugby-Union-Nationalmannschaft lautet „Steinböcke“.

## Test Matches
Österreich hat 24 seiner bisher 74 Test Matches gewonnen, was einer Gewinnquote von 32,43 % entspricht. Die Statistik der Test Matches Österreichs gegen alle Nationen, alphabetisch geordnet, ist wie folgt (Stand Ende März 2023):
| Land                    | Spiele | Gewonnen | Unent- schieden | Verloren | % Siege |
| ----------------------- | ------ | -------- | --------------- | -------- | ------- |
| Andorra                 | 2      | 0        | 0               | 2        | 0,00    |
| Bosnien und Herzegowina | 5      | 5        | 0               | 0        | 100,00  |
| Bulgarien               | 3      | 1        | 0               | 1        | 33,33   |
| Dänemark                | 4      | 0        | 0               | 4        | 0,00    |
| Deutschland             | 1      | 0        | 0               | 1        | 0,00    |
| Israel                  | 2      | 1        | 0               | 1        | 50,00   |
| Kroatien                | 4      | 0        | 0               | 4        | 0,00    |
| Lettland                | 2      | 0        | 0               | 2        | 0,00    |
| Litauen                 | 4      | 1        | 0               | 3        | 25,00   |
| Luxemburg               | 4      | 2        | 0               | 2        | 50,00   |
| Malta                   | 1      | 0        | 0               | 1        | 0,00    |
| Moldau                  | 2      | 1        | 0               | 1        | 50,00   |
| Norwegen                | 6      | 2        | 1               | 3        | 33,33   |
| Schweden                | 2      | 0        | 0               | 2        | 0,00    |
| Serbien                 | 2      | 1        | 0               | 1        | 50,00   |
| Slowenien               | 12     | 3        | 0               | 9        | 25,00   |
| Schweiz                 | 3      | 0        | 0               | 3        | 0,00    |
| Ukraine                 | 2      | 0        | 0               | 2        | 0,00    |
| Ungarn                  | 11     | 4        | 0               | 7        | 36,36   |
| Gesamt                  | 74     | 24       | 1               | 49       | 32,43   |

## Erfolge

### Weltmeisterschaften
Österreich konnte sich noch nicht für eine Weltmeisterschaft qualifizieren.
| Jahr | Resultat                                    | Spiele                                      | Siege                                       | Unent.                                      | Ndlg.                                       | +/-                                         | Punkte                                      |
| ---- | ------------------------------------------- | ------------------------------------------- | ------------------------------------------- | ------------------------------------------- | ------------------------------------------- | ------------------------------------------- | ------------------------------------------- |
| 1987 | nicht eingeladen                            | nicht eingeladen                            | nicht eingeladen                            | nicht eingeladen                            | nicht eingeladen                            | nicht eingeladen                            | nicht eingeladen                            |
| 1991 | nicht teilgenommen                          | nicht teilgenommen                          | nicht teilgenommen                          | nicht teilgenommen                          | nicht teilgenommen                          | nicht teilgenommen                          | nicht teilgenommen                          |
| 1995 | nicht teilgenommen                          | nicht teilgenommen                          | nicht teilgenommen                          | nicht teilgenommen                          | nicht teilgenommen                          | nicht teilgenommen                          | nicht teilgenommen                          |
| 1999 | nicht qualifiziert (1. Qualifikationsrunde) | nicht qualifiziert (1. Qualifikationsrunde) | nicht qualifiziert (1. Qualifikationsrunde) | nicht qualifiziert (1. Qualifikationsrunde) | nicht qualifiziert (1. Qualifikationsrunde) | nicht qualifiziert (1. Qualifikationsrunde) | nicht qualifiziert (1. Qualifikationsrunde) |
| 2003 | nicht qualifiziert (1. Qualifikationsrunde) | nicht qualifiziert (1. Qualifikationsrunde) | nicht qualifiziert (1. Qualifikationsrunde) | nicht qualifiziert (1. Qualifikationsrunde) | nicht qualifiziert (1. Qualifikationsrunde) | nicht qualifiziert (1. Qualifikationsrunde) | nicht qualifiziert (1. Qualifikationsrunde) |
| 2007 | nicht qualifiziert (2. Qualifikationsrunde) | nicht qualifiziert (2. Qualifikationsrunde) | nicht qualifiziert (2. Qualifikationsrunde) | nicht qualifiziert (2. Qualifikationsrunde) | nicht qualifiziert (2. Qualifikationsrunde) | nicht qualifiziert (2. Qualifikationsrunde) | nicht qualifiziert (2. Qualifikationsrunde) |
| 2011 | nicht qualifiziert (1. Qualifikationsrunde) | nicht qualifiziert (1. Qualifikationsrunde) | nicht qualifiziert (1. Qualifikationsrunde) | nicht qualifiziert (1. Qualifikationsrunde) | nicht qualifiziert (1. Qualifikationsrunde) | nicht qualifiziert (1. Qualifikationsrunde) | nicht qualifiziert (1. Qualifikationsrunde) |
| 2015 | nicht qualifiziert (1. Qualifikationsrunde) | nicht qualifiziert (1. Qualifikationsrunde) | nicht qualifiziert (1. Qualifikationsrunde) | nicht qualifiziert (1. Qualifikationsrunde) | nicht qualifiziert (1. Qualifikationsrunde) | nicht qualifiziert (1. Qualifikationsrunde) | nicht qualifiziert (1. Qualifikationsrunde) |
| 2019 | nicht qualifiziert (1. Qualifikationsrunde) | nicht qualifiziert (1. Qualifikationsrunde) | nicht qualifiziert (1. Qualifikationsrunde) | nicht qualifiziert (1. Qualifikationsrunde) | nicht qualifiziert (1. Qualifikationsrunde) | nicht qualifiziert (1. Qualifikationsrunde) | nicht qualifiziert (1. Qualifikationsrunde) |
| 2023 | nicht teilgenommen                          | nicht teilgenommen                          | nicht teilgenommen                          | nicht teilgenommen                          | nicht teilgenommen                          | nicht teilgenommen                          | nicht teilgenommen                          |
| 2027 | nicht teilgenommen                          | nicht teilgenommen                          | nicht teilgenommen                          | nicht teilgenommen                          | nicht teilgenommen                          | nicht teilgenommen                          | nicht teilgenommen                          |
| 2031 | noch ausstehend                             | noch ausstehend                             | noch ausstehend                             | noch ausstehend                             | noch ausstehend                             | noch ausstehend                             | noch ausstehend                             |

### Europameisterschaft
An der Rugby-Union-Europameisterschaft nimmt die österreichische Mannschaft seit Gründung des Wettbewerbs teil, meist in der dritten Division.

### Weitere Test Matches
Aufgrund der späten Etablierung unternahm Österreich während der Amateurära kaum Touren nach alter Tradition, da sie um das Jahr 2000 zum Erliegen kamen. Heute stehen für Test Matches gegen Teams der südlichen Hemisphäre jedes Jahr zwei Zeitfenster zur Verfügung: Die Mid-year Internationals im Juni und die End-of-year Internationals im November. Im Gegensatz zu den meisten anderen Rugbynationen spielt Österreich dabei jedoch um keine Trophäen gegen seine Gegner.

## Spieler

### Aktuelles Kader
Die folgenden Spieler bildeten den Kader für die Rugby Europe Conference 2023/24:
| Spieler              | Position         | Verein     |
| -------------------- | ---------------- | ---------- |
| Samuel Schönauer     | Gedrängehalb     | RC Donau   |
| Fabian Wolfram       | Gedrängehalb     | RC Donau   |
| Peter Morris         | Verbinder        | vereinslos |
| Alexander Ganzberger | Innendreiviertel | RC Linz    |
| Tobias Böhm          | Außendreiviertel | vereinslos |
| Julian Terler        | Außendreiviertel | RC Donau   |
| Max Karpeles         | Schlussmann      | vereinslos |

| Spieler             | Position             | Verein            |
| ------------------- | -------------------- | ----------------- |
| Moritz Schwab       | Hakler               | RC Donau          |
| Omar El Agrebi      | Pfeiler              | Vienna Celtic RFC |
| Paul Hruschka       | Pfeiler              | vereinslos        |
| Adi Prapsilo        | Pfeiler              | RC Donau          |
| Alexander Bercovici | Zweite-Reihe-Stürmer | vereinslos        |
| Vincent Ritzberger  | Zweite-Reihe-Stürmer | RC Donau          |
| Max Schwab          | Zweite-Reihe-Stürmer | RC Donau          |
| Georg Leutgöb       | Dritte-Reihe-Stürmer | RC Linz           |
| Julian Tröndle      | Dritte-Reihe-Stürmer | RC Graz           |
| Robert Schneider    | Nummer Acht          | RC Donau          |
| Stefan Pauser       | ???                  | Wombats RC        |
| Alexander Radomirov | ???                  | vereinslos        |
| Fabian Unterlercher | ???                  | vereinslos        |
| Michael Hehenberger | ???                  | vereinslos        |
| Clemens Mostbeck    | ???                  | Vienna Celtic RFC |

### Bekannte Spieler
Bisher wurde noch kein österreichischer Spieler in die World Rugby Hall of Fame aufgenommen.